# Sei Merdeka
Sei Merdeka is een bestuurslaag in het regentschap Labuhan Batu van de provincie Noord-Sumatra, Indonesië. Sei Merdeka telt 1934 inwoners (volkstelling 2010).